# Čerević
Čerević (srbsky Черевић) je vesnice v severní části Srbska, ze správního hlediska spadající pod opštinu Beočin v autonomní oblasti Vojvodina. Vesnice stojí na břehu veletoku Dunaje; na druhém břehu v Bačce se nachází proti vesnici ostrov Čerevićka ada, jižně začíná pohoří Fruška Gora. 24 km severozápadně od vesnice leží oblastní metropole Novi Sad.
V roce 2011 zde žilo 2141 lidí. 
Vesnice má svůj pravoslavný kostel, katolický kostel sv. Josefa a také regionální muzeum (srbsky Zavičajni muzej). První písemná zmínka o vesnici pochází z roku 1189; součástí Království Srbů, Chorvatů a Slovinců je od roku 1918 po rozpadu Rakousko-Uherska.
V místním hospodářství má význam výroba vína. Obec je dopravně napojeno silnicí na město Beočin a Novi Sad, resp. Sremskou Kamenici.